# Ястребови орли
Ястребовите орли (Hieraaetus) са род едри дневни грабливи птици, срещащи се и в България.

## Разпространение и биотоп
Срещат се в Европа (включително България), Африка и Азия. На територията на България се срещат следните два вида:
- Hieraaetus fasciatus – Ястребов орел
- Hieraaetus pennatus – Малък орел

## Начин на живот и хранене
Ловуват основно птици, но също така и бозайници (с размери до див заек), гущери и др.

## Размножаване
- Гнездо – двойката винаги има няколко на територията си, като всяка година ремонтира и използва някое от тях. Намира се на скален корниз или в короната на някое подходящо дърво.
- Яйца – 1-3 броя, бели на цвят.
- Мътене – трае 37-40 дни. Малките напуска гнездото на около 60-65-дневна възраст.
- Отглежда едно люпило годишно.
- Моногамни птици, особено в гнездовата си територия.

## Допълнителни сведения
На територията на България и двата представителя на рода са изключително редки и защитени от закона видове.

## Списък на видовете
- род Hieraaetus – Ястребови орли
  - Hieraaetus ayresii —
  - Hieraaetus dubius —
  - Hieraaetus fasciatus – Ястребов орел
  - Hieraaetus kienerii —
  - Hieraaetus morphnoides —
  - Hieraaetus pennatus – Малък орел
  - Hieraaetus spilogaster —